# Minamoto no Yoshitomo
 (octobre 2009).
Si vous disposez d'ouvrages ou d'articles de référence ou si vous connaissez des sites web de qualité traitant du thème abordé ici, merci de compléter l'article en donnant les références utiles à sa vérifiabilité et en les liant à la section « Notes et références ».
Minamoto no Yoshitomo (源義朝, 1123-1160) est un héros du clan Minamoto dans le Heiji monogatari et le Hōgen monogatari.
Il était gouverneur de la province de Shimotsuke (nord de Tōkyo) ainsi que capitaine des écuries de la gauche et père du célèbre Minamoto no Yoritomo (1er shogun) et du général Minamoto no Yoshitsune.

## Biographie
Durant les troubles de l’ère Hōgen, Yoshitomo rejoint le parti de l’empereur Go-Shirakawa, au côté de son futur rival Taira no Kiyomori, et devient un adversaire de son père Minamoto no Tameyoshi ainsi que celui de nombre de ses frères (dont Minamoto no Tametomo), lesquels ont rejoint le parti du Jōkō (empereur retiré) Sutoku.
Le 11 juillet 1156, Yoshitomo et Kiyomori attaquent conjointement le Palais du Jōkō. Au début de la bataille, les partisans de Sutoku semblent l’emporter, grâce à l’héroïque défense de l’archer Tametomo. Lors de l’affrontement, Yoshitomo manquera de se faire tuer par ce dernier qui, par provocation, lui ficha une flèche sur l’aile de son casque. Après avoir été mises en déroute une première fois, les troupes de l’empereur Shirakawa finissent par remporter la bataille en incendiant le palais du Jōkō. Sur ordre de Go-Shirakawa, Yoshitomo est chargé d’arrêter et d’exécuter les membres de sa famille s’étant battus pour Sutoku.
Après la bataille, Kiyomori, s’étant pourtant bien moins battu qu'Yoshitomo, est davantage récompensé. Yoshitomo en garde rancœur d’autant plus qu’il a dû mettre à mort bon nombre de gens de son propre clan.
En décembre 1159, Minamoto Yoshitomo se joint à Fujiwara no Nobuyori pour tenter un coup d’État. Profitant du départ de Kiyomori, devenu protecteur de Go-Shirakawa, en pèlerinage à Kumano, Yoshitomo et Nobuyori attaquent par surprise le palais de Sanjo pour capturer Go-Shirakawa et son fils Nijō. Yoshitomo est vaincu l’année suivante par Kiyomori, revenu en hâte à Kyôto, pour sauver l’empereur. Yoshitomo est exécuté mais Kiyomori, convaincu par les supplications de sa belle-mère, Ikenozunni, épargne ses deux fils en bas âge, Yoshitsune et Yoritomo, qui seront exilés dans la péninsule d’Izu.